# Reafferenzprinzip
Das Reafferenzprinzip ist ein Modell im Bereich der Bewegungskontrolle – der Bewegungen von Lebewesen. Es stellt ein Regelprinzip dar, das es dem Zentralen Nervensystem ermöglicht, erwartete Reize auszublenden. Aufgrund dieses Prinzips lässt sich zum Beispiel erklären, warum bei einer Augenbewegung die Umwelt als unbeweglich wahrgenommen wird, obwohl auf der Netzhaut die Bewegungen der Umwelt abgebildet werden.
Das Reafferenzprinzip wurde etwa in der Mitte des 20. Jahrhunderts von Erich von Holst (gemeinsam mit Horst Mittelstaedt) entdeckt, benannt und beschrieben und in seinem gleichnamigen Aufsatz in der Zeitschrift Naturwissenschaften zuerst veröffentlicht.

Das Reafferenzprinzip

## Beschreibung
Grundidee des Reafferenzprinzips ist, dass von den Kommandos (Efferenzen) an die Ausführungssysteme (zum Beispiel die Muskeln) in dem untersten, aber immer noch zentralen Zentrum des Nervensystems (Z1) eine Kopie (Efferenzkopie, EK) abgelegt (+) wird. Die Kommandos werden dann an die Effektoren (EFF) weitergeleitet (E) und dort ausgeführt. Von den Effektoren (Reafferenzen) und der Umwelt (Exafferenzen) werden Meldungen der Ausführung (A,-) wieder an das unterste zentrale Zentrum geleitet und mit der abgelegten Efferenzkopie verrechnet. Sind Efferenzkopie und Rückmeldungen gleich – es bleibt also kein Rest –, ist der Vorgang abgeschlossen.
Bleibt aber ein Rest, wird dieser an das nächsthöhere zentrale Zentrum gemeldet, und es wird von dort versucht, durch neue Kommandos, die neue Reafferenzen und Exafferenzen auslösen, auch die Reste der Efferenzkopie zu löschen. Gelingt das nicht, wird das nächsthöhere Zentrum bemüht (M). Dieser Vorgang wird so lange ausgeführt, bis die Efferenzkopie gelöscht ist. Gelangt die „Fehlermeldung“ bis ins höchste Zentrum im Cortex (Zn), wird uns der Vorgang der nötigen Korrektur bewusst.
Eine wichtige Folgerung aus dem Reafferenzprinzip ist, dass der Organismus zwischen Signalen, die durch seine eigene Bewegung hervorgerufen werden (propriozeptive Signale) und den Signalen unterscheiden kann, die als Exafferenzen aus der Umwelt stammen.
2 Beispiele (berichtet von von Holst in seinem Artikel über das Reafferenzprinzip): Das klassische Beispiel von von Holst für das Reafferenzprinzip ist das der Fliege Eristalis im Streifenzylinder:
Wenn man eine Fliege in einen Zylinder setzt, der innen eine senkrechte hell-dunkle Streifung hat und, während die Fliege ruhig in dem Zylinder sitzt, den Zylinder langsam dreht, beginnt die Fliege, ihren Körper in der gleichen Richtung zu drehen, in der sich auch der Zylinder dreht. Dies geschieht aufgrund des optokinetischen Reflexes, bei dem die Fliege versucht, da sie selbst sich nicht aus eigenem Antrieb bewegt, ihr Bild festzuhalten. (Es wird angenommen, dass bei einer spontanen Bewegung der Fliege dieser Reflex gehemmt ist, sie sich also frei bewegen kann). Dreht man ihren Kopf nun um 180° in der Längsachse ihres Körpers und klebt ihn so auf ihrer Brust fest, nimmt sie eine Drehung des Zylinders entgegengesetzt zu jener Richtung wahr, in der diese tatsächlich erfolgt. Wenn sie nun – dem optokinetischen Reflex folgend – wiederum versucht, das Bild festzuhalten, bewegt sie sich in entgegengesetzter Richtung zur Drehung des Zylinders. Wäre jetzt die Umgebung neutral, würde der optokinetische Reflex gehemmt und die Fliege könnte sich frei bewegen. In dieser strukturierten Umgebung jedoch beginnt die Fliege sich in die entgegengesetzte Richtung zu drehen, dann wieder zurück in immer engeren Kreisen, bis sie wie erstarrt stehen bleibt. Wird der Kopf mit den Augen wieder in die natürliche Stellung gebracht, bewegt sich die Fliege wie vorher auch bei Drehung des Streifenzylinders.
Von Holst interpretiert das in dem Sinn, dass er davon ausgeht, dass die Fliege bei einer spontanen Bewegung eine bestimmte Verschiebung des Blickfeldes auf der Retina erwartet, die, wenn sie bei der Bewegung dann eintritt, irgendwie neutralisiert wird. Dies geschieht bei natürlicher Kopfhaltung, wenn der Zylinder gedreht wird. Sind die Augen aber vertauscht, stimmt die retinale Verschiebung nicht mit der Erwartung überein – die Bewegungskommandos können nicht neutralisiert werden. Die Fliege ändert daraufhin ihre Drehrichtung, um auf diese Weise die erwarteten optischen Eindrücke zu erlangen. Das geschieht wieder nicht. Die Fliege ändert wieder die Drehrichtung und so weiter, bis sie erschöpft erstarrt.
Ein anderes Beispiel, von dem von Holst berichtet, ist folgendes::
Von Hundertfüßern ist bekannt, dass sie dann, wenn man ihnen eine Hälfte ihres Hirns entfernt, in regelmäßigen Kreisen nach der intakten Seite herumkriechen. Wenn man ihnen dann vom hinteren Teil ihres Körpers einige Segmente abschneidet, werden die Kreise umso enger, je mehr Segmente abgeschnitten wurden. Das lässt sich mit dem Reafferenzprinzip erklären. Denn die efferenten Signale für den „normalen“ Kreis werden in der Efferenzkopie abgelegt. Die Rückmeldungen über die tatsächliche Bewegung können aber nur von den Segmenten kommen, die noch vorhanden sind. Daher verbleiben Reste der Efferenzkopie. Um zu erreichen, dass auch diese gelöscht werden, muss der Wurm die vorhandenen Segmente so lange kontrahieren, bis durch die Rückmeldungen die Efferenzkopie abgearbeitet ist. Das führt dazu, dass der Wurm in einem engeren Kreis kriecht.
Von Holst beschreibt in seinem Artikel zudem, wie sich die in der Psychologie (Gestalt- und Wahrnehmungspsychologie) bedeutsamen Konstanzphänomene (zum Beispiel Raum- oder Größenkonstanz) mit Hilfe des Reafferenzprinzips erklären lassen.

## Allgemeine Fassung
Allgemein wird von Zentren gesprochen:
Von der Efferenz E für eine Bewegungsfolge, die von einem übergeordneten nervösen Zentrum Zn ausgeht, wird in bestimmten untergeordneten Zentren eine Efferenzkopie EK angelegt.
In Wechselwirkung mit dieser und der Reafferenz A des Effektors EFF, nehmen wir einen Bewegungserfolg wahr. Damit können Bewegungsabfolgen, die von anderen übergeordneten Zentren oder von außen beeinflusst werden, kontrolliert und geregelt werden.
Die Efferenzkopie ist dabei der Soll-Zustand, die Position des Effektors der Ist-Zustand, ein Unterschied zwischen beiden die Exafferenz M.

## Entstehung und Entwicklung der Theorie des Reafferenzprinzips

### Reflexe, Reflexketten, Reflexologie
Zu Beginn des 20. Jahrhunderts begann die naturwissenschaftliche Erforschung des Nervensystems. Zwei der herausragenden Forscher waren Charles Scott Sherrington (1857–1952) und Iwan Petrowitsch Pawlow (1849–1936). Beide beschäftigten sich mit den Reflexen. Während aber Sherrington hauptsächlich die Anatomie der einzelnen Nervenzellen und deren Funktion untersuchte, entwickelte Pawlow wichtige Modelle über die Reflexe (Reiz-Reaktions-Theorie).
Sherrington zum Beispiel entdeckte, dass das Nervensystem kein zusammenhängendes Gebilde (Synzytium) ist, dass es vielmehr aus einzelnen Nervenzellen besteht, die physiologisch voneinander getrennt sind, aber an bestimmten Stellen Signale untereinander austauschen können.
Pawlow erarbeitete unter anderem die Theorie des bedingten Reflexes (siehe Pawlowscher Hund), die auch zur Grundlage des Behaviorismus wurde. Zusammen mit Wladimir Michailowitsch Bechterew (1857–1927) entwickelte er die mechanistisch orientierte Psychologie. Von dieser wird das Verhalten als eine Folge von Reflexen beschrieben (Reiz-Reaktionsschema: Die Reaktion (Muskelkontraktion) auf einen Reiz ist der auslösende Stimulus (Reiz) für die nächste Muskelkontraktion). Komplexere, differenzierte (zum Beispiel instinktive) Verhaltensweisen werden von ihnen als Reflexketten und als Grundlagen erlernten Verhaltens (siehe Lerntheorien – Konditionierung) betrachtet. Diese Reflexketten bildeten ein sehr starres System – vorstellbar wie ein Münzautomat – durch das Bewegungen ausgelöst und durchgeführt werden. Die Einzelelemente von komplexen Bewegungen sind danach vollständig voneinander abhängig. (Diese Theorie wird auch als Reflexologie bezeichnet).
Man stellte sich lange Zeit vor, dass durch solche Reflexketten komplexe Bewegungen entstehen und auch kontrolliert würden, zum Beispiel das Kriechen eines Wurms oder das Schlagen der Flügel eines Vogels. Auch von der Bewegung des Menschen stellte man sich (im Behaviorismus) vor, dass sie auf diese Weise zustande kommt.

### Entwicklung des Reafferenzprinzips
Es ergaben sich aber auch Zweifel an dieser sehr starren Interpretation der Bewegungsentstehung und Kontrolle, weil sich bei vielen Tieren durch Störungen bei ihrer normalen Fortbewegungsart auch andere, aber durchaus kontrollierte Bewegungsabläufe ergaben. Einer der Forscher, die diesen Phänomenen nachgingen, war der deutsche Physiologe Erich von Holst (1908–1962), der 1932 über die Funktion des Zentralnervensystems beim Regenwurm promoviert hatte. Er beobachtete bei seinen Untersuchungen der Fortbewegung von Lebewesen – Würmern, Fischen, Fliegen und anderen –, dass sich ihre Gliedmaßen (zum Beispiel die Flossen) nicht nur sehr gleichmäßig im gleichen Takt, sondern manchmal auch völlig unabhängig voneinander bewegten. Er bezeichnete Letzteres im Gegensatz zur gleichmäßigen Bewegung (absolute Koordination) als relative Koordination. Nach weiteren systematischen Untersuchungen und Überlegungen zu diesen Phänomenen entwickelte er das Modell des Reafferenzprinzips.
Es war ihm dabei bewusst, dass dieses Modell in das sich zu der Zeit entwickelnde Bewusstsein von Biologen und Physiologen passte, dass sich bei der Funktion lebender Wesen zahlreiche Regelungsprozesse im Organismus abspielen. Er erwähnt das nur nebenbei, möglicherweise, weil es sich bei dem Reafferenzprinzip nicht um ein einfaches Feedback-, sondern um ein Feedforwardsystem handelt. Diese wurden zu der Zeit noch nicht oft beschrieben.

### Langsame Verbreitung
1950 werden seine Überlegungen in dem Aufsatz Das Reafferenzprinzip in der Zeitschrift Naturwissenschaften veröffentlicht, den er zusammen mit Horst Mittelstaedt verfasst hat. 4 Jahre später erscheint eine englische Kurzfassung von ihm über das Reafferenzprinzip im British Journal of Animal Behaviour.
Das Reafferenzprinzip wird in den folgenden Jahren zwar gelegentlich im Zusammenhang mit den Regelkreisen im Organismus für die Bewegungen erwähnt (zum Beispiel im Band 14 Sensomotorik der Reihe Physiologie des Menschen, herausgegeben 1976 von O.H. Gauer, K.Kramer und R.Jung). Seine ganze Bedeutung wurde aber lange Zeit nicht erkannt. In der englisch/amerikanischen Diskussion über die Motorik des Menschen spielte das Reafferenzprinzip lange Zeit kaum eine Rolle – es gab keine vollständige Übersetzung und es war deswegen zu wenig bekannt. Häufig wurde es mit dem ähnlichen Konzept der corollary discharge gleich gesetzt.
Erst in den 80er Jahren des vorigen Jahrhunderts, als die Bedeutung der Motorikforschung wuchs und mehr international zusammengearbeitet wurde, ließen sich einige Arbeiten über das Reafferenzprinzip finden. Zum Beispiel bei Charles Gallistel 1980. Auch Heidrun Schewe beschrieb das Reafferenzprinzip und seine Bedeutung für die Bewegung und das Bewegungslernen 1988 in ihrem Buch Die Bewegung des Menschen. Besonders aber um die Jahrtausendwende, als sich auch Mathematiker mehr daran beteiligten, gelangte das Reafferenzprinzips zu neuer Bedeutung.

### Neurowissenschaften und Reafferenzprinzip
Auch hatten sich die Neurowissenschaften weiterentwickelt und es war bekannt, dass es im lebenden Organismus unterschiedliche Typen der Kontrolle von Abläufen gibt. Vor allem Daniel M. Wolpert (Motorikforscher und Mathematiker; Cambridge, England,) und seine Gruppe beschäftigt sich mit der Verifizierung von von Holsts Vorstellungen und seiner weiteren Erforschung. Er hatte zum Beispiel 1995 in einem Artikel gezeigt, dass sich das Reafferenzprinzip mit der Wirkungsweise eines Kalman-Filters beschreiben lässt. Daraus entwickelt er die Vorstellung, die sich auch aus von Holts Beschreibung ergibt, dass im Organismus mehrere Kontrollzentren vorhanden sind. Zunächst arbeiten in dieser Vorstellung ein Vorwärts-Modell, das den Fluss des Prozesses berechnet, indem es aus dem aktuellen Zustand und den motorischen Kommandos, die in der Efferenzkopie abgelegt werden, den nächsten Zustand voraussagt, und ein Inverses-Modell, das aus den aktuellen Zustandsänderungen die motorischen Befehle abgeschätzt und mit der Efferenzkopie abgleicht. Durch das Vorwärtsmodell für die interne Rückkoppelung kann das Ergebnis der motorische Kommandos verglichen und korrigiert werden, bevor die sensorischen Rückmeldungen eintreffen können. Die Autoren gehen davon aus, dass es eine Vielzahl solcher Kontrollpaare im Organismus gibt. Das führt zu einem modularen Aufbau der Bewegungskontrolle und hat eine große Bedeutung für das Bewegungslernen.
Die Fähigkeit, zwischen propriozeptiven und exafferenten Signalen unterscheiden zu können, kann dazu führen, dass die Eigenwahrnehmung gedämpft wird. Dadurch können bei Bedarf von außen kommende Signale präziser wahrgenommen werden.
Von großem Interesse für die Forscher war auch, wo im Gehirn sich die Aktivitäten abspielen, die diese geschilderten Vorgänge möglich machen. Durch die neueren bildgebenden Verfahren wie der Positronen-Emissions-Tomographie (PET) oder der Funktionellen Magnetresonanztomographie (fMRT) war dies möglich geworden.
Bekannt ist seit langer Zeit, dass ein beabsichtigter Bewegungsablauf vom Assoziationskortex an den Motorkortex gemeldet wird, der die Muskeln zum Beispiel direkt (kortiko-spinaler Trakt) aktivieren kann, damit diese die benötigten Bewegungen ausführen (motor command). Die propriozeptiven Sensoren in den Muskeln und Sehnen melden die Ergebnisse an das Zentralnervensystem (ZNS) zurück. Dieser Weg (transkortikale Schleife) dauert jedoch zu lange (40–60 ms), als dass dadurch ein Bewegungsablauf während seines Verlaufs geregelt werden könnte. Um eine schnellere Kontrolle zu ermöglichen, erhält das Kleinhirn (Spinocerebellum: Vermis und mittlerer Teil der Hemisphären) sowie der magnozelluläre Teil des roten Kerns (nucleus ruber) die Efferenzkopie der motorischen Kommandos (feedforward). In diesen Hirnteilen wurde (durch Lernen) ein Modell des Muskelsystems aufgebaut. Dieses Modell ist in der Lage, aus den Informationen, die es erhält, eine grobe Voraussage über den tatsächlichen Ablauf zu machen. Den sich daraus ergebenden möglichen Fehler im Verhältnis zur tatsächlichen Durchführung übermittelt es über den rubrospinalen Trakt sowohl an den Motorkortex als auch an die Muskeln. Dieser Weg ist mit 10–20 ms schneller als die transkortikale Schleife. (Vorwärts Modell)
Das Inverse-Modell wird von dem Cerebrocerebellum (seitliche Anteile der Kleinhirnhemisphären) und dem kleinzelligen Teil des nucleus ruber gebildet. Diese Hirnteile erhalten keine Informationen aus der Körperperipherie, dafür aber von vielen Teilen des Kortex. Dadurch sind sie in der Lage, sowohl den beabsichtigten Bewegungsablauf als auch den vom Vorwärtsmodell vorausgesagten zu beobachten und zu vergleichen. Eine Diskrepanz zwischen diesen beiden kann auf Grund der Plastizität des Nervensystems (Lernen, Erfahrung) vermindert werden, so dass folgende vom Vorwärtsmodell ausgebene Kommandos zu einer besseren Ausführung führen können. Invers wird das Modell deswegen genannt, weil im Gegensatz zum Vorwärtsmodell, das als Eingabe den beabsichtigten Bewegungsablauf und als Ausgabe die entsprechenden motorischen Kommandos hat, beim inversen Modell der durch die Kommandos ausgegebene Bewegungsablauf als Eingabe dient, die verbesserten Kommandos als Ausgabe.
Diese Beschreibung stammt aus dem Jahr 1987. Inzwischen hat sich das Wissen über die Bewegungskontrolle weiter entwickelt – bei Beibehaltung der Vorstellung eines Vorwärts- und eines inversen Modells.
Die Entwicklung ist bestimmt durch die Erkenntnisse, dass es nicht einzelne Strukturen sind, die für die Ausführung und Kontrolle der Bewegungen verantwortlich sind, dass vielmehr die komplexe Leistung eines Bewegungsablaufs durch die Beteiligung und Vernetzung vieler Hirnteile zustande kommt.

## Weitere Beispiele
Das Konzept der Efferenzkopie eignet sich auch, um weitere Effekte zu erklären:
- Es ist den meisten Menschen nicht möglich, sich selbst zu kitzeln, da der Körper die Berührungen der eigenen Hand erwartet.[16]
- Tiere mit aktiven Sensoren (zum Beispiel die Echoortung der Fledermäuse) haben das Problem, dass ihre Sensoren eigentlich nur ihr eigenes Signal beim Aussenden wahrnehmen können. Durch das Reafferenzprinzip ist es jedoch möglich, die erwartete Antwort der Sensoren von der Efferenzkopie „abzuziehen“ und so nur die tatsächliche Antwort der Umgebung wahrzunehmen. Curtis Bell zeigte dies 1982 sehr eindrucksvoll an der elektrischen Wahrnehmung des Elefantenrüsselfisches.[17]
- Grillen können ihren eigenen Gesang neuronal aus der eigenen Wahrnehmung „ausblenden“.[18]